# باد کوستریتز
شهر باد کوستریتز در ایالت تورینگن در کشور آلمان واقع شده است.